# Quartier Marais-Jacqmain
Le quartier Marais-Jacqmain ou quartier du Marais (en néerlandais : Broekwijk) est un quartier au nord du Pentagone de la ville de Bruxelles situé dans les alentours du boulevard Émile Jacqmain, de la rue  Neuve et de la rue du Marais. Dans le quartier, on trouve également la place de Brouckère et la place des Martyrs.

## Description

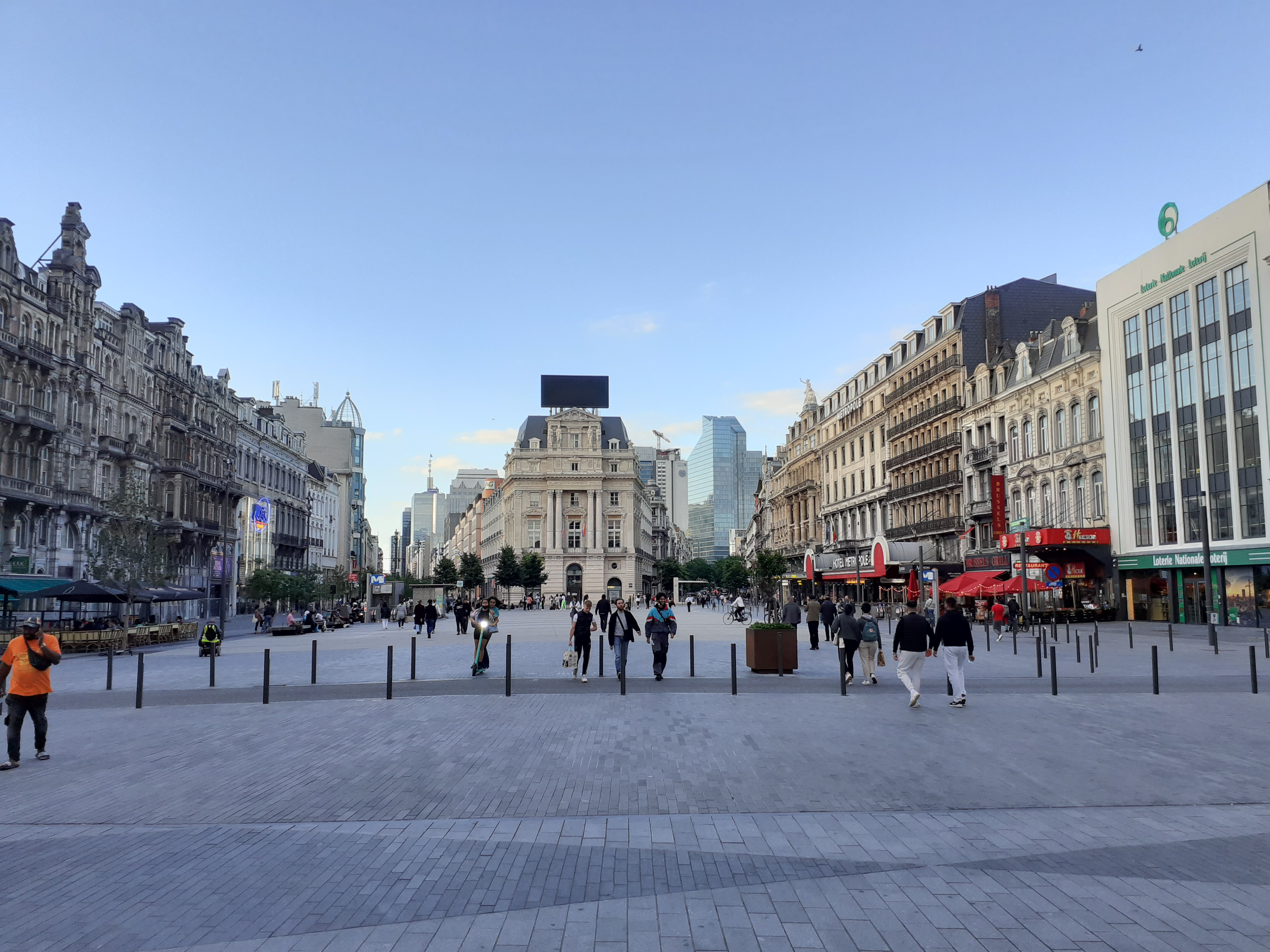
La place de Brouckère.

Rares sont les immeubles de l’ancien quartier du Marais qui, du boulevard Pacheco à la rue Neuve, ont échappé aux démolisseurs du XXe siècle. Ils ont fait place à la Cité administrative de l'État, aux imprimeries de presse, immeubles bancaires et galeries commerciales. La tendance actuelle est de restituer au quartier sa mixité en y réaménageant des logements dans d’anciens immeubles de bureaux. Malgré l’aspect longtemps sinistré du quartier, la tradition multi séculaire du Meyboom s’y est maintenue et les anciens magasins Waucquez de Victor Horta ont pu être conservés pour abriter, depuis 1993, le Centre belge de la bande dessinée. Autre îlot préservé, la place des Martyrs du XVIIIe siècle en style néo classique, petit à petit rénovée, au centre de laquelle sont inhumées les victimes des combats de la révolution belge de 1830 dans une crypte à ciel ouvert avec un monument commémoratif. Tout près, la rue Neuve, la plus commerçante de Belgique avec ses deux rives de plus d'un kilomètre de long entièrement occupées par des magasins, le boulevard Adolphe Max, artère traditionnelle aux façades du XIXe siècle, et le boulevard Émile Jacqmain (où s’est installé, en 2004, dans un nouveau bâtiment, le Théâtre national de Belgique) à deux pas de la place de Brouckère. Celle-ci, point central très animé du centre de la ville, est dominée à son extrémité sud par deux immeubles tours de style bloc. Mais, pour le reste, elle a conservé ses façades anciennes, en partie retouchées (cinémas UGC) et celles de l'immeuble intact d'un palace, l'hôtel Métropole, et de son voisin l'hôtel Atlanta.

## Monuments
- La place de Brouckère
- La place des Martyrs
- Le Passage du Nord
- La rue Neuve
- L’église Notre-Dame du Finistère
- Le Centre belge de la bande dessinée
- Le Botanique